# Brech
Brech é uma comuna francesa na região administrativa da Bretanha, no departamento Morbihan. Estende-se por uma área de 40,71 km². Em 2010 a comuna tinha 6 911 habitantes (densidade: 169,8 hab./km²).